# Pleurotroppopsis sasae
Pleurotroppopsis sasae är en stekelart som först beskrevs av Kamijo 1977.  Pleurotroppopsis sasae ingår i släktet Pleurotroppopsis och familjen finglanssteklar. Inga underarter finns listade i Catalogue of Life.